# Stricksocken Swagger
Stricksocken Swagger ist das Debütalbum des Comedytrios Y-Titty, das am 23. August 2013 veröffentlicht wurde. Es konnte sich in den deutschsprachigen Charts platzieren.

## Hintergrundinformationen
Am 12. Mai 2013 gab das Trio die Planung eines Albums bekannt. Die Songs sowie das Album wurden vom deutschen Produzenten The Emu produziert. Am 26. Juli 2013 wurde auf Facebook die Veröffentlichung einer neuen Single angekündigt. Diese heißt Halt dein Maul und erschien am 9. August 2013. Y-Titty setzte sich das Ziel, mit diesem Lied in die Top 10 der deutschen Singlecharts zu kommen. Dieses wurde erreicht, das Lied stieg sogar auf Platz fünf in die Singlecharts ein. Das Album Stricksocken Swagger erschien am 23. August 2013. Das Album enthält mit Ständertime und Der letzte Sommer zwei bereits im Vorfeld per Download veröffentlichte Titel, die sich zuvor in den Charts platzieren konnten. Das Intro-Lied des Albums Wir sind da wurde ebenfalls mit einem Musikvideo auf Youtube veröffentlicht. Am 31. Januar 2014 erschien mit #Hashtag eine weitere Singleauskopplung aus dem Album.
Der Chartseinstieg auf dem 3. Platz in den deutschen Albumcharts wurde mit einem Video im Harlem-Shake-Stil gefeiert.

## Stil
Stricksocken Swagger ist der Popmusik zuzuordnen, enthält aber auch mehrere Rap-Einlagen, die aus dem Hip-Hop stammen. Die Texte handeln im Großen und Ganzen von typischen Problemen und sind meistens sehr ironisch gehalten. Auch außergewöhnliche Texte wie Der letzte Sommer, der vom Weltuntergang handelt oder Hipster 2.0., der von der Hipster-Subkultur handelt, sind auf dem Album vorhanden. Anzumerken ist hierbei, dass der Text des Songs auf der Parodie zu Thrift Shop von Macklemore basiert.

## Kritiken
Bei Kritikern schnitt Stricksocken Swagger eher schlecht ab. Bemängelt wurden vor allem anspruchslose Musik sowie Texte, die sich auf einem niedrigen humoristischen Niveau befänden.

„Ob "Stricksocken Swagger" aber auch außerhalb der bereits vorhandenen Anhängerschaft auf große Begeisterung stoßen wird, ist fraglich. Denn die Platte lässt sich vielleicht schön nebenbei beim Autofahren hören, wenn man auf der Suche nach Unterhaltung ist. Viel mehr bietet sie für Y-Titty-Neulinge dann aber auch nicht.“

„Wer mit dem harmlosen Humor und den immer wieder auftauchenden Skits und Sketchen etwas anfangen kann, dem sei das Album ans Herz gelegt. Wer aber Musik und insbesondere Hip Hop als Kunstform betrachtet, sollte an dieser Stelle des Textes gar nicht erst angelangt sein.
Wenn sich tatsächlich nur fünf Prozent der YouTube-Anhängerschaft oder Personen, die älter als 13 Jahre alt sind, sich dieses Album ernsthaft zulegen, habe ich meinen Glauben an die Menschheit endgültig verloren. 'Nun gibt es keinen Zweifel mehr / dieses Jahr wird die Erde von einem Meteor vernichtet.' Angesichts dieser Platte wäre das vielleicht gar nicht mal schlecht.“

## Titelliste
| #  | Titel                | Länge |
| -- | -------------------- | ----- |
| 1  | Wir sind da          | 2:51  |
| 2  | Millionerds          | 3:48  |
| 3  | Halt dein Maul       | 3:38  |
| 4  | #Hashtag             | 2:53  |
| 5  | Einer noch           | 3:22  |
| 6  | Hipster 2.0          | 2:36  |
| 7  | Danke (Skit)         | 0:45  |
| 8  | Der letzte Sommer    | 3:29  |
| 9  | Stricksocken Swagger | 3:56  |
| 10 | YouTube Money Haters | 3:12  |
| 11 | Lutsch mein' Ranz    | 5:00  |
| 12 | Ständertime          | 3:14  |
| 13 | Wir sind weg         | 1:25  |

## Chartplatzierungen
Das Album konnte in Deutschland, Österreich und der Schweiz die offiziellen Album-Charts erreichen. In Österreich stieg es sogar auf Platz 1 ein und übertraf somit das Ziel die Top Ten zu erreichen. In Deutschland konnte das Album auf Platz 3 und in der Schweiz auf dem 9. Platz einsteigen.
| ChartsChartplatzierungen | Höchstplatzierung | Wochen |
| ------------------------ | ----------------- | ------ |
| Deutschland (GfK)        | 3 (5 Wo.)         | 5      |
| Österreich (Ö3)          | 1 (4 Wo.)         | 4      |
| Schweiz (IFPI)           | 9 (1 Wo.)         | 1      |